# Портер Тауншип (округ Клеріон, Пенсільванія)
Портер Тауншип (англ. Porter Township) — селище (англ. township) в США, в окрузі Клеріон штату Пенсільванія. Населення — 1289 осіб (2020).

## Демографія
Згідно з переписом 2010 року, у селищі мешкало 1348 осіб у 522 домогосподарствах у складі 392 родин. Було 593 помешкання
Расовий склад населення:
| - 98,8 % — білих - 0,1 % — чорних або афроамериканців |

До двох чи більше рас належало 1,0 %. Частка іспаномовних становила 0,4 % від усіх жителів.
За віковим діапазоном населення розподілялося таким чином: 23,7 % — особи молодші 18 років, 58,7 % — особи у віці 18—64 років, 17,6 % — особи у віці 65 років та старші. Медіана віку мешканця становила 43,4 року. На 100 осіб жіночої статі у селищі припадало 88,3 чоловіків;  на 100 жінок у віці від 18 років та старших — 92,3 чоловіків також старших 18 років.
Середній дохід на одне домашнє господарство  становив 55 543 долари США (медіана — 45 294), а середній дохід на одну сім'ю — 61 922 долари (медіана — 53 500). Медіана доходів становила 41 413 долари для чоловіків та 28 750 доларів для жінок. За межею бідності перебувало 8,3 % осіб, у тому числі 7,7 % дітей у віці до 18 років та 7,1 % осіб у віці 65 років та старших.
Цивільне працевлаштоване населення становило 517 осіб. Основні галузі зайнятості: освіта, охорона здоров'я та соціальна допомога — 24,8 %, роздрібна торгівля — 13,2 %, виробництво — 10,4 %, транспорт — 9,3 %.